# Veitsrodt
Veitsrodt là một đô thị thuộc huyện Birkenfeld, trong bang Rheinland-Pfalz, phía tây nước Đức. Đô thị Veitsrodt có diện tích 7,94 km², dân số thời điểm ngày 31 tháng 12 năm 2006 là 685 người.